# ایدو-سوکولا
ایدو-سوکولا (به لاتین: Aidu-Sooküla) یک روستا در استونی است که در شهرستان ایدا-ویرو واقع شده‌است.